# Vannella devonica
Vannella devonica – gatunek ameby należący do rodziny  Vannellidae z supergrupy Amoebozoa według klasyfikacji Cavaliera-Smitha.
Forma pełzająca jest kształtu wachlarzowatego. Hialoplazma zajmuje od połowy do dwóch trzecich całkowitej długości pełzaka, tylny koniec ciała trójkątny. Osobnik dorosły osiąga wielkość 14 – 33 μm. Posiada pojedyncze jądro o średnicy 3,4 – 5,6 μm z peryferialnie umieszczonymi jąderkami w ilości od jednego do pięciu.
Forma swobodnie pływająca posiada cienkie, długie pseudopodia.
Występuje w morzu.